# Guerra del rey Felipe
La llamada guerra del Rey Felipe (en inglés, King Phillip), también conocida como la Guerra anglo-wampanoag fue un violento conflicto que tuvo lugar entre 1675 y 1678 entre los colonos ingleses llegados a América del Norte y los indios que habitaban lo que se conoce como Nueva Inglaterra, actualmente en Estados Unidos.

## Historia
Los indios Wampanoag dieron la bienvenida y ayudaron a los Padres Peregrinos, primeros colonos en la región, a sobrevivir un invierno para el que no estaban preparados. Su convivencia fue pacífica al principio, pero la continua llegada de colonos europeos y su expansión hacia el interior del continente, les llevó a invadir cada vez más tierras de los indios. Ello empezó a ocasionar continuos enfrentamientos, hasta que en 1675 se desencadenó el conflicto que sería definitivo: la guerra del rey Felipe (Phillip). Felipe era el nombre cristiano del jefe de los Wampanoag, Metacomet. Los colonos se referían a los jefes indios como rey. Philip fue capturado por los ingleses. Enfermó y murió mientras estaba cautivo. Su muerte provocó la ira de los nativos.
Los ingleses sufrieron ante las bandas indias. Tenían informantes y teóricamente podían emboscar a los indios, pero la emboscada no era vista como una táctica noble. El terreno tampoco ayudaba ni su mentalidad defensiva. Su situación era peor si se tiene en cuenta la falta de profesionalismo militar y de preparativos defensivos.
Las consecuencias de la guerra fueron dramáticas para ambos bandos, pero, especialmente, para las poblaciones indígenas: los narragansett, los wampanoag, los podunk, los nipmuck, los mohicanos y otras tribus fueron prácticamente exterminadas, y según indica el museo Pilgrim Hall:

El modo de vida de los indios en Nueva Inglaterra fue erradicado. Los sobrevivientes fueron hechos esclavos y vendidos fuera de la región.

Entre diciembre de 1675 y enero de 1676 Metacomet viajó a reunirse con los mohawk para pedir su ayuda, pero estos se negaron; de hecho, en febrero atacaron con 300 guerreros el campamento invernal de los indios rebeldes, cerca del río Hoosick, donde acabaron con 500 guerreros wampanoag y nipmuck. En marzo los mohawk atacaron a los nipmuck y pocumtuck sin mucho éxito. El 12 de julio nuevamente emboscaron a los wampanoag en otro campamento. 
La población indígena de Nueva Inglaterra sumaba originalmente 100 000 personas en 1614. Esa cifra incluye 3000 a 10 000 nipmuc, 12 000 wampanoag, 10 000 narragansett, 6000 pequot y mohegan, 10 000 metoac, y 4000 niantic. Sesenta años después se había reducido a 15 000, siendo sobrepasados por los colonos, que ya pasaban de los 35 000. Las colonias holandesas pasaban los 10 000 habitantes. Se incluían 5000 narragansett, 3000 pequot, 3000 mohegan 1000 wampanoag, y 500 metoac.
Después de la destrucción del ejército indígena en batalla, 3000 no combatientes murieron de hambre o fueron masacrados sistemáticamente. Los guerreros sobrevivientes fueron ejecutados al caer en manos enemigas. En total, hasta 8000 indios murieron, 1000 fueron esclavizados y 2000 huyeron con los abenakis, mohicanos e iroqueses. Después de la Guerra Narragansett quedaban apenas 4000 indios en Nueva Inglaterra: menos de 1000 nipmuc, menos de 500 narragansett y apenas 400 wampanoag. Los poquísimos niantic se unen a los narragansett. Los aliados vencedores, pequot y mohegan bordeaban los 1000 miembros cada uno.